# Eciton
Eciton este un gen de furnici militare din Lumea Nouă care conține cele mai cunoscute specii de furnici militare. Cea mai predominantă și cunoscută specie este Eciton burchellii, care este, de asemenea, cunoscută mai frecvent ca furnica militară și este considerată specia tip.
Eciton burchellii și Eciton hamatum sunt cele mai vizibile și mai bine studiate dintre furnicile militare ale Lumii Noi, deoarece se hrănesc deasupra solului și în timpul zilei, în roiuri enorme de raiduri. Gama lor se întinde din sudul Mexicului până în partea de nord a Argentinei.

## Specii
- Eciton burchellii (Westwood, 1842)
- Eciton drepanophorum Smith, 1858
- Eciton dulcium Forel, 1912
- Eciton hamatum (Fabricius, 1782)
- Eciton jansoni Forel, 1912
- Eciton lucanoides Emery, 1894
- Eciton mexicanum Roger, 1863
- Eciton quadriglume (Haliday, 1836)
- Eciton rapax Smith, 1855
- Eciton setigaster Borgmeier, 1953
- Eciton uncinatum Borgmeier, 1953
- Eciton vagans (Olivier, 1792)

## Paraziți
Acarianul Trichocylliba crinita (Elzinga & Rettenmeyer, 1975) (Mesostigmata: Uropodidae) a fost găsit pe fălcile speciei Eciton dulcium, și nicăieri altundeva.